# Aérodrome d'Épernay - Plivot
L’aérodrome d’Épernay - Plivot (code IATA : XEP • code OACI : LFSW) est un aérodrome civil, ouvert à la circulation aérienne publique (CAP), situé sur la commune de Plivot à 10 km à l’est-sud-est d’Épernay dans la Marne (région Champagne-Ardenne, France). 
Il est utilisé pour la pratique d’activités de loisirs et de tourisme (aviation légère, parachutisme et aéromodélisme).

## Installations
L’aérodrome dispose de deux pistes en herbe :
- une piste orientée sud-nord (04/22) longue de 1 200 mètres et large de 50 ;
- une piste orientée est-ouest (10/28) longue de 1 000 mètres et large de 50. Elle est dotée d’un balisage nocturne.

L’aérodrome n’est pas contrôlé mais dispose d’une aire à signaux (ASI). Les communications s’effectuent en auto-information sur la fréquence de 120,185 MHz. Il est agréé avec limitations pour le vol à vue (VFR) de nuit.
S’y ajoutent :
- une aire de stationnement ;
- un hangar ;
- une station d’avitaillement en carburant (100LL)[3].

## Activités

### Loisirs et tourisme
- Aéroclub Les ailes sparnaciennes

### Sociétés implantées
- Aéro Phil